# MaK GDT
Der MaK GDT ist ein im Jahr 1953 erstmals ausgelieferter Großraum-Dieseltriebwagen für Nichtbundeseigene Eisenbahnen.

## Geschichte

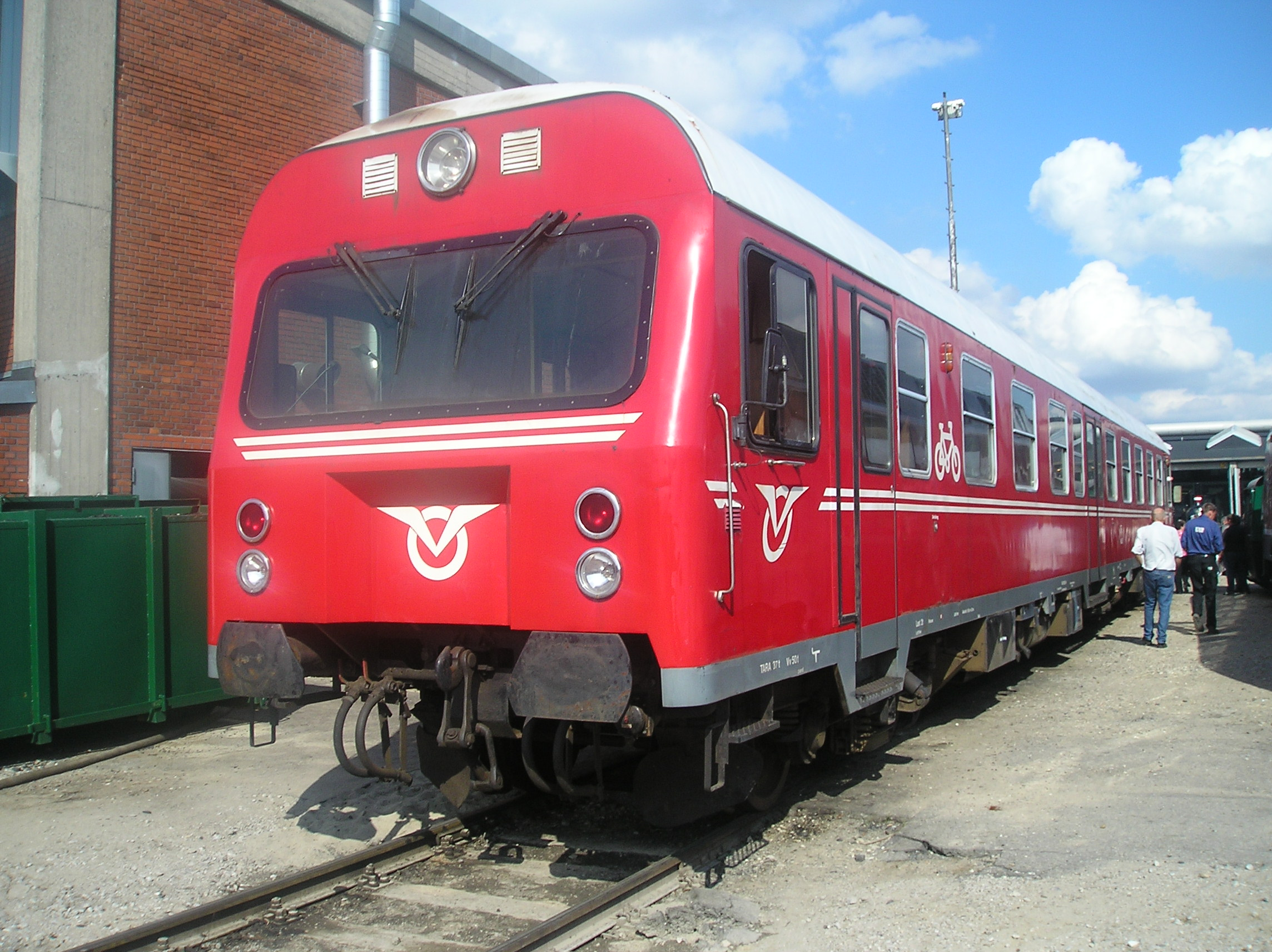
OHJ MO im Dänischen Eisenbahnmuseum, 2008

Der GDT ist Anfang der 1950er Jahre von der Maschinenbau Kiel für Klein- und Privatbahnen entwickelt worden. Er wurde in elf Exemplaren als Verbrennungstriebwagen (VT) für norddeutsche Privatbahnen gebaut.
Dabei griff die Firma im wagenbaulichen Teil auf die Konstruktion des Mitteleinstiegswagens der Deutschen Bundesbahn zurück. Die Dieselmotoren trieben jeweils die innenliegenden Achsen der Drehgestelle an, nur beim VT 81 der Kleinbahn Kiel–Segeberg wurden jeweils beide Achsen des Drehgestells angetrieben.
Auch die dänische Odsherred Jernbane (OHJ) wurde von MaK mit zwei artverwandten Triebwagen beliefert. Die 1961 gelieferten Fahrzeuge wurden dort als MO 25 und MO 26 eingereiht, die mit 66 Sitzplätzen ausgestatteten Fahrzeuge hatten Wagenübergänge und eine Höchstgeschwindigkeit von 120 km/h. Zu diesen Triebwagen wurden die Beiwagen BL 230 und BL 231 beschafft.

## MaK-Triebwagen der privaten deutschen Bahnunternehmen

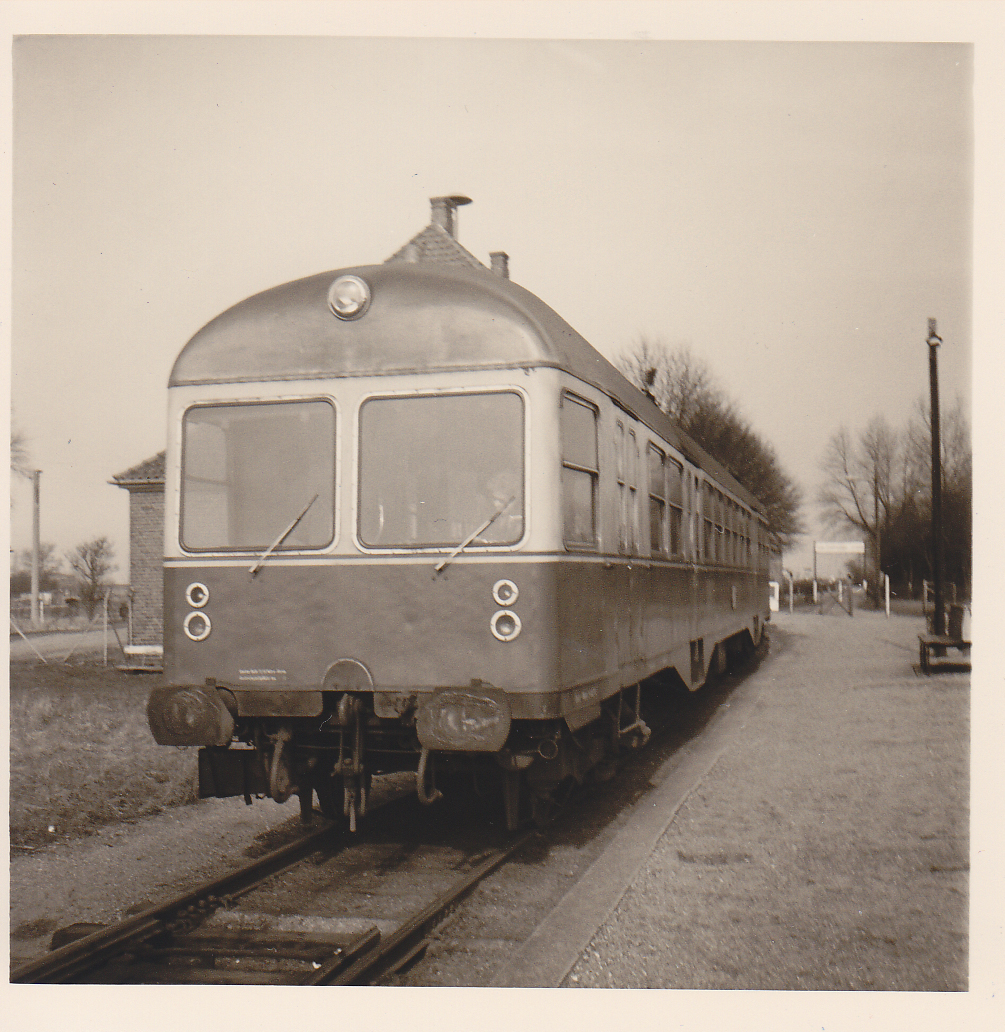
MaK GDT der KSE März 1974

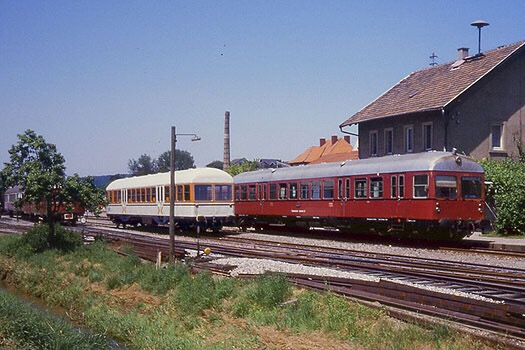
VT 521 der SWEG mit Beiwagen VB 181 im Bahnhof Odenheim

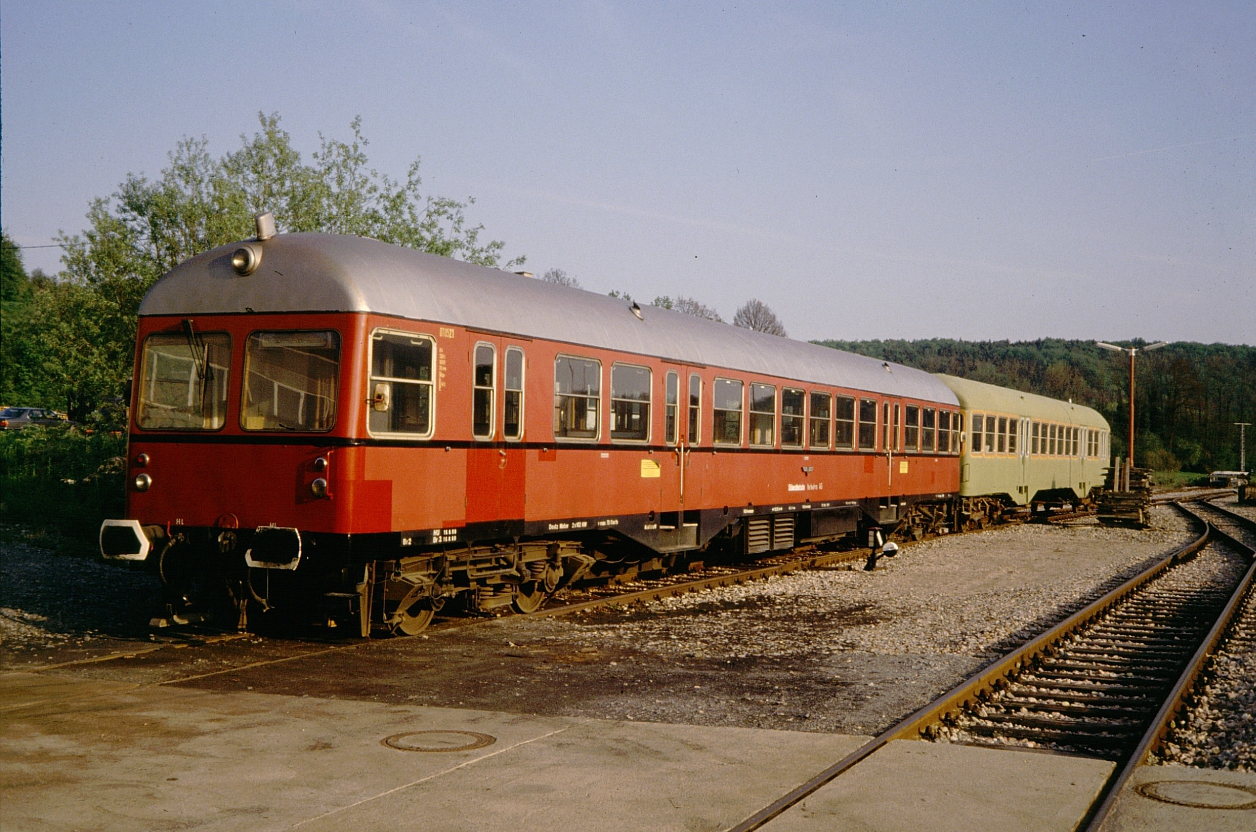
VT 521 der SWEG im BW Menzingen

Die Triebwagen wurden an folgende Bahnen geliefert:
- Kiel-Schönberger Eisenbahn (ein Exemplar)
- Kiel-Segeberger Eisenbahn (zwei Exemplare)
- Osthannoversche Eisenbahnen (OHE) (sieben Exemplare)
- Kleinbahn Niebüll-Dagebüll (ein Exemplar).

Nachdem der Personenverkehr der Kiel-Segeberger Eisenbahn eingestellt worden war, kamen deren MaK GDT zur Kiel-Schönberger Eisenbahn. Dort wurden die MaK-Triebwagen bei Bedarf  mit Esslinger Steuerwagen gekuppelt.
Nach Einstellung des Personenverkehrs wurden die Kieler Triebwagen und ein OHE-Triebwagen an süddeutsche Bahnen verkauft, sechs Triebwagen der OHE gingen  1976/77 nach Italien. Nachdem die Triebwagen in Italien abgestellt worden waren, wurden sie 2000 von der Arbeitsgemeinschaft Verkehrsfreunde Lüneburg (AVL) gekauft und wieder nach Deutschland gebracht.
Nur zwei Fahrzeuge wurden bisher verschrottet, die anderen sind auch heute noch vorhanden und teilweise betriebsfähig. Bei einigen Exemplaren wurde der Motor ausgebaut, danach waren sie nur noch als Beiwagen im Einsatz. 2010 waren betriebsfähig:
- VT 21 der Prignitzer Eisenbahn GmbH, verkauft an Westfälische Localbahn e. V., früher OHE GDT 0516
- GDT 0518 der AVL, früher OHE GDT 0518, eingesetzt als Heide-Express
- T3 des Deutschen Eisenbahn-Vereins, früher OHE GDT 0520, bis Juli 2010 Mittelweserbahn, eingesetzt auf der Strecke Syke–Eystrup der VGH. Hier fuhren von Dezember 2012 bis Juli 2014 werktags wieder planmäßige Schülerzüge zwischen Hoya und Eystrup, im Sommer fährt er mehrmals im Monat als Kaffkieker zwischen Syke und Eystrup.

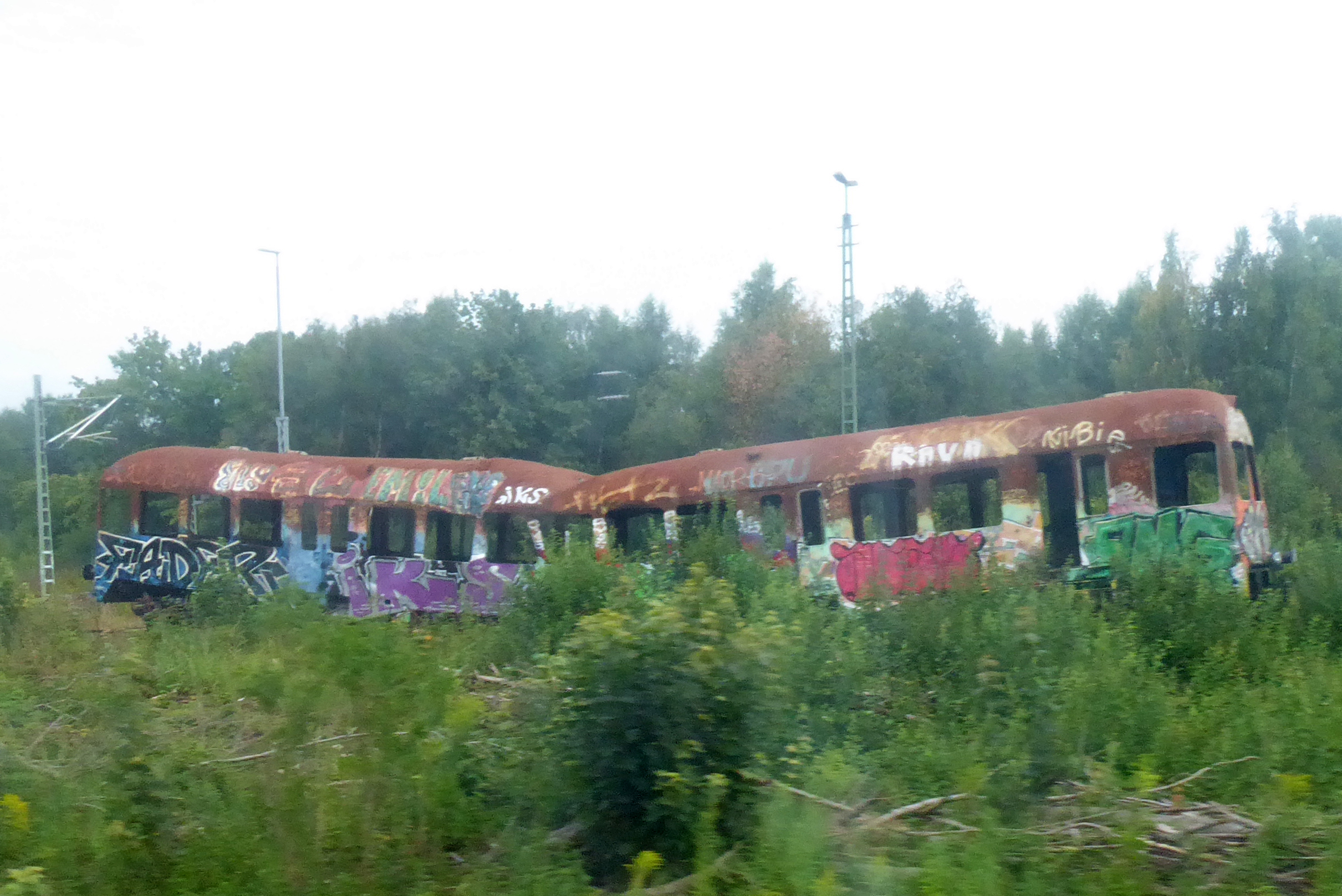
Ausgebranntes Wrack des ehemaligen T3 der KND in Kiel-Meimersdorf (2022)

Nicht mehr betriebsfähig ist der T3 der Nordfriesischen Verkehrsbetriebe. Er wurde nach längerer Abstellung im dänischen Tønder im Jahr 2008 nach Kiel auf den Rangierbahnhof Meimersdorf verbracht, wo er 2012 ausbrannte. Das Wrack wurde seitdem trotz mehrfacher Aufforderungen der Seehafen Kiel nicht vom heutigen Eigentümer entfernt.